# Christy-Gletscher
Der Christy-Gletscher ist ein steiler Gletscher in der antarktischen Ross Dependency. Im Königin-Maud-Gebirge fließt er in südöstlicher Richtung entlang der Südwestflanke der Breyer Mesa zum Amundsen-Gletscher.
Der United States Geological Survey kartierte ihn anhand eigener Vermessungen und Luftaufnahmen der United States Navy aus den Jahren von 1960 bis 1964. Das Advisory Committee on Antarctic Names benannte ihn 1967 nach Clarence C. Christy, Verantwortlicher für den Wartungsbetrieb auf dem Flugfeld Williams Field am McMurdo-Sund während der Operation Deep Freeze des Jahres 1967.